# Logan Thomas
Logan Lamont Thomas (Lynchburg, 1º luglio 1991) è un giocatore di football americano statunitense che gioca nel ruolo di tight end per il Washington Football Team della National Football League (NFL). Fu scelto nel corso del quarto giro (120º assoluto) del Draft NFL 2014. Al college ha giocato come quarterback alla Virginia Polytechnic Institute and State University

## Carriera professionistica

### Arizona Cardinals
Thomas fu scelto come quarterback dagli Arizona Cardinals nel corso del quarto giro del Draft 2014. Debuttò subentrando all'infortunato Drew Stanton nella settimana 5 contro i Denver Broncos e il suo primo passaggio fu un touchdown da 81 yard per Andre Ellington. La sua stagione da rookie si concluse con due presenze.

## Statistiche
| Partite totali      | 2     |
| Partite da titolare | 0     |
| Yard passate        | 81    |
| Touchdown           | 1     |
| Intercetti          | 0     |
| Passer rating       | 101,6 |

Statistiche aggiornate alla stagione 2014